# Чэнь Минъи
Чэнь Минъи́ (кит. упр. 陈明义, пиньинь Chén Míngyì, род. август 1940, Миньхоу, Фуцзянь) — губернатор провинции Фуцзянь, член ЦК КПК (1997—2002, кандидат с 1982 года).
Член КПК с 1960 года, член ЦК КПК 15 созыва (кандидат 12, 13, 14 созывов).

## Биография
По национальности ханец.
Окончил кораблестроительный факультент Шанхайского университета Цзяо Тун (1962), где после получения степени магистра в 1966 году преподавал до 1974 года.
С 1985 года член парткома провинции Фуцзянь.
С января 1993 года заместитель, в 1994-96 гг. губернатор и с сентября 1993 года заместитель, в 1996—2000 годах глава парткома, а в 2001—2006 гг. пред. комитета НПКСК провинции Фуцзянь.